# Labbra proibite (film 1953)

Labbra proibite (Quand tu liras cette lettre...) è un film del 1953 diretto da Jean-Pierre Melville.

## Trama
Dopo la morte dei genitori in un incidente stradale, la giovane Thérèse Voise lascia il convento poco prima di prendere i voti per prendersi cura della sorella minore Denise e gestire con lei la cartoleria di famiglia. Thérèse, che è molto protettiva nei confronti della sorella, si preoccupa enormemente quando Denise fa conoscenza con Max, giovane pugile dilettante e meccanico in un'officina che intrattiene numerose relazioni sentimentali. 
Denise è attratta da Max, ma dopo un incontro casuale in hotel lui la aggredisce sessualmente. Sconvolta per l'accaduto, Denise tenta il suicidio ma viene salvata appena in tempo. Dopo che la sorella si è ripresa, Thérèse ricatta Max costringendolo a fidanzarsi con Denise se non vuole che lei vada a denunciarlo alla polizia, che già sospetta di lui per la morte in un incidente automobilistico di Irène Faugeret, la sua ricca amante.
Tempo dopo Max cerca di persuadere Thérèse che si è innamorato di lei e tenta di sedurla. La donna rifiuta le sue avances, ma non è chiaro fino a che punto sia attratta da lui. Max tenta di convincerla a scappare con lui a Tangeri dove possono iniziare una nuova vita insieme. La sincerità delle sue azioni resta in dubbio fino al momento in cui, fuggito con la dote di Denise e il passaporto di Thérèse , l'uomo viene ucciso da un treno mentre tenta di salirvi a bordo per andare all'appuntamento con Thérèse. Accettando filosoficamente questa svolta degli eventi, Thérèse torna nel suo convento per farsi suora.

## Produzione

### Riprese
È stato girato ai Billancourt Studios di Parigi. Le riprese in esterni si sono svolte anche sulla costa del sud della Francia, dove è ambientato il film. I set del film sono stati progettati dal direttore artistico Robert Gys.

## Distribuzione
Venne distribuito nei cinema francesi il 26 luglio 1953 dalla Les Films Marceau. In Italia venne distribuito dalla Titanus il 17 settembre 1953.

## Accoglienza
Il film è stato un successo commerciale e ha permesso a Melville di acquisire i suoi studi per realizzare le sue produzioni future.